# Donatella Di Cesare
Donatella Di Cesare (Roma, 29 de abril de 1956) é uma filósofa, ensaísta e colunista italiana que leciona Filosofia Teorética na Universidade "La Sapienza" de Roma. É uma das filósofas mais influentes no debate público italiano e internacional, seja acadêmico, seja midiático.    Colabora em vários jornais e revistas, incluindo "L'Espresso" e "il Manifesto". Seus livros e ensaios foram e são traduzidos para diversas línguas, dentre as quais: português, inglês, francês, alemão, espanhol, dinamarquês, croata, polonês, finlandês, norueguês, turco e chinês. 

## Biografia
Na primeira fase de seus estudos, realizada principalmente na Alemanha, primeiro na universidade de Tübingen, depois na de Heidelberg, onde foi a última aluna de Gadamer, Di Cesare ocupou-se da fenomenologia e a hermenêutica filosófica, oferecendo uma visão original e próxima à desconstrução de Jacques Derrida. Isso resultou em vários ensaios e em dois livros: Utopia da compreensão, Il melangolo, Genoa (2003); em inglês: Suny Press, Albany (2013); e Gadamer, Il Mulino, Bolonha (2007); em alemão: Mohr Siebeck, Tübingen (2009); em croata: Demetra, Zagreb (2010); em inglês: Indiana University Press, Bloomington (2013).
Após a publicação de Schwarze Hefte (Os Cadernos negros), de Martin Heidegger, Di Cesare interrogou-se sobre as responsabilidades da filosofia em relação ao extermínio, assim publicando o livro Heidegger e os judeus. O «Quaderni neri», Bollati Boringhieri, Turim (2014, com nova edição de 2016), teve ampla ressonância e foi publicado em alemão: Klostermann, Frankfurt (2015); em francês: Seuil, Paris (2015); em dinamarquês: Vandkunsten, Copenhagen (2016); em espanhol: Gedisa, Barcelona (2017); e em inglês: Polity Press, Cambridge - Boston 2018.
A questão da violência e da condição humana submetida à violência extrema constituíram uma etapa adicional de sua pesquisa. Disso nasce o livro Tortura, Bollati Boringhieri, Turim (2016); em inglês: Polity Press, Cambridge - Boston (2018); em espanhol: Gedisa, Barcelona (2018). Questões políticas e éticas na era da globalização levaram-na a investigar o fenômeno atual do terror, a face sombria da guerra civil global. Disso nasce o livro Terror e a modernidade, Einaudi (2017); em espanhol: Gedisa, Barcelona (2017); está sendo publicado em inglês: Polity Press, Cambridge - Boston (2018); em português (Brasil): Âyiné (2019).
A virada política de seu pensamento surgiu a partir de 2017, quando adentrou no tema da soberania, já abordado nos ensaios sobre a teologia política de Espinosa. O confronto histórico entre o Estado e os migrantes é o tema do livro Estrangeiros residentes. Uma filosofia da migração, Bollati Boringhieri, Turim (2017), que recebeu o Prêmio Pozzale de não ficção em 2018 e o Prêmio Sila de economia e sociedade, também em 2018; em finlandês: Tambere (2019); em espanhol: Amorrortu (2019); em inglês: Polity Press, Cambridge Boston (2019); em processo em português (Brasil): Âyiné (2020).
As questões filosófico-políticas sobre a estranheza e o mito da identidade são o tema do livro de Marrani. O outro do outro, Einaudi, Turim (2018), em espanhol: Gedisa, Barcelona (2019); em português (Brasil): Âyiné (2020); em inglês: Polity Press, Cambridge Boston (2020).
Recentemente, Di Cesare ofereceu um resumo de sua posição filosófica no livro Sobre a vocação política da filosofia, Bollati Boringhieri, Turim (2018), finalista do Prêmio de Filosofia Benedetto Croce em 2019; em espanhol: Gedisa, Barcelona (2019); está sendo publicado em inglês: Polity Press, Cambridge - Boston (2020); em alemão Matthes und Seitz, Berlim (2020).
Foi professora visitante em várias universidades: Stiftung-University of Hildesheim (Alemanha) em 2003; Albert-Ludwig-Universität de Freiburg im Breisgau (Alemanha) em 2005. Kulturwissenschaftliches Forschungskolleg em Colônia (Alemanha), 2007. No semestre de inverno de 2007, foi Professora Visitante Distinta de Artes e Humanidades na Universidade Estadual da Pensilvânia (EUA). Em 2012, foi professora visitante do Departamento de Línguas e Literaturas da Universidade Brandeis (EUA). No semestre de inverno de 2016, ela foi Brocking Visitorship na Queen's University (Canadá). Em 2017, foi chamada para um ano de ensino na prestigiada Scuola Normale Superiore em Pisa, Itália.